# Jesús Villalobos (football, 1927)
Pour les articles homonymes, voir Jesús Villalobos et Villegas.
Jesús Villalobos Villegas, né à Tambo de Mora au Pérou le 1er juillet 1927 et mort dans la même ville en 1976, est un footballeur péruvien des années 1950. Il fut le premier joueur de cette nationalité à évoluer au Brésil.

## Biographie
Villalobos commence sa carrière au Sucre FBC en 1947. C'est à la suite d'une tournée du Fluminense à Lima que ce dernier club l'engage en 1951.
Avec le Fluminense, il remporte le championnat de Rio de Janeiro en 1951, suivi de la Copa Rio l'année suivante. Il y reste jusqu'en 1954 lorsqu'il est transféré à l'Ypiranga de São Paulo, son niveau de jeu ayant considérablement baissé.
En 1955, il s'engage au Guarani FC de Campinas.
Resté vivre au Brésil, il sombre dans l'alcool et tombe dans la misère. Il revient au Pérou en 1972 et meurt dans sa ville natale en 1976.

## Palmarès
Fluminense
- Championnat de Rio de Janeiro (1) :
  - Champion : 1951.
- Copa Rio (1) :
  - Vainqueur : 1952.